# Fontaine des comtes d'Egmont et de Hornes
La fontaine des comtes d'Egmont et de Hornes, située dans le square du Petit Sablon à Bruxelles, est un monument à la mémoire des comtes d'Egmont et de Hornes, décapités le 5 juin 1568 au début du soulèvement des Pays-Bas contre le roi d'Espagne Philippe II.

## Rappel historique

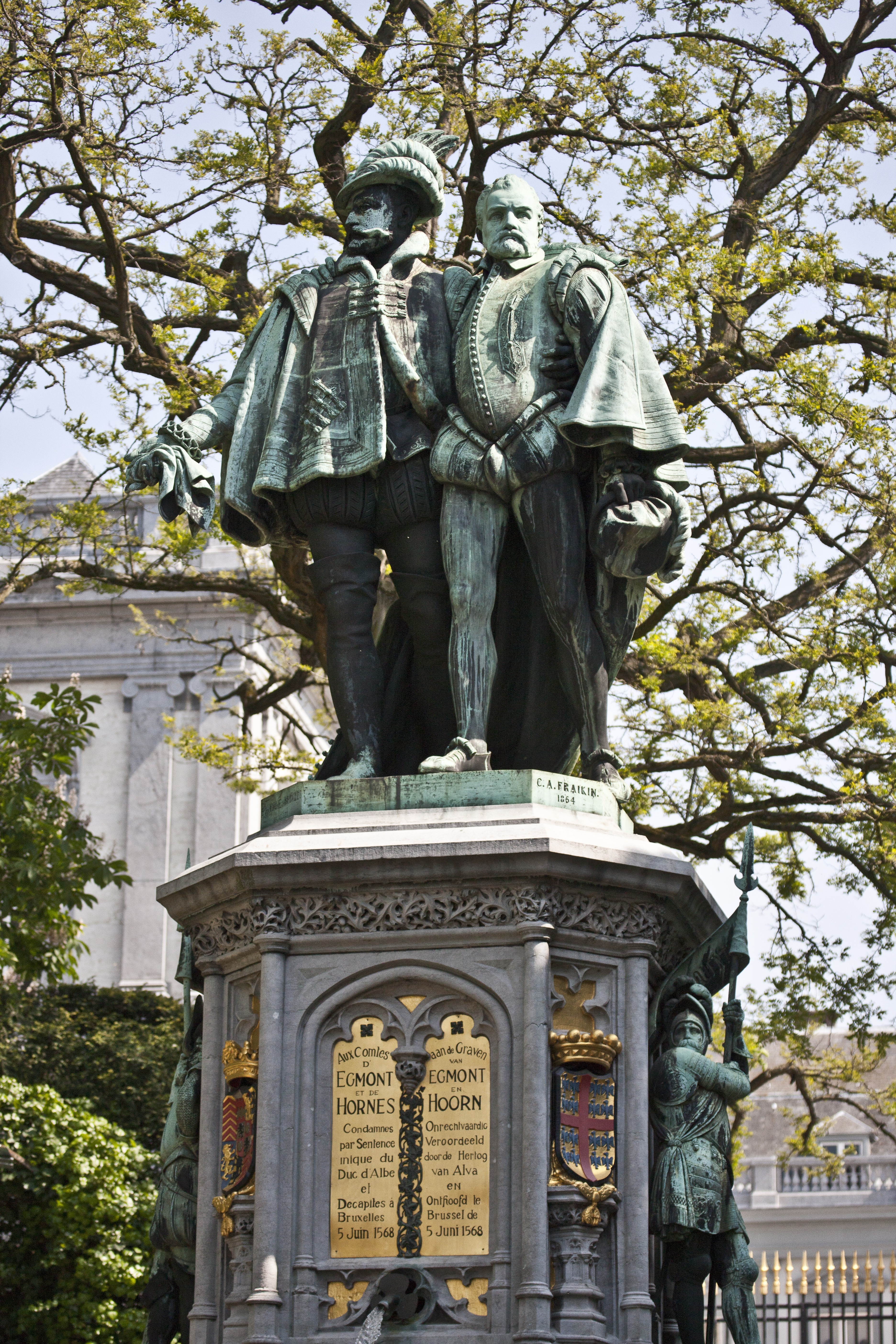
Le comte d'Egmont et le comte d'Hornes

Officiers et dignitaires loyaux à Charles Quint, puis à son fils Philippe II, Egmont et Hornes font à partir de 1560 partie de l'opposition nobiliaire au sein du Conseil d'État, aux côtés de Guillaume d'Orange.
Lorsque, en 1566, après le début de la révolte des Gueux, se produit la crise iconoclaste, les trois hommes, qui sont catholiques, n'approuvent pas les calvinistes radicaux, mais continuent de prôner la tolérance envers le culte calviniste.
En 1567, Philippe II envoie le duc d'Albe avec 17 000 soldats pour rétablir l'ordre aux Pays-Bas. Guillaume d'Orange quitte le pays avant son arrivée, comme de nombreux autres opposants prudents, tandis qu'Egmont et Hornes restent. Albe arrive à Bruxelles le 20 août 1567.
Le 9 septembre, invités par lui à venir discuter de la situation, les deux amis sont arrêtés, puis déférés pour haute trahison devant le Conseil des troubles, tribunal d'exception que le duc vient de créer. Ils sont condamnés à mort après plusieurs mois d'incarcération et exécutés le 5 juin 1568.

## Historique de la fontaine

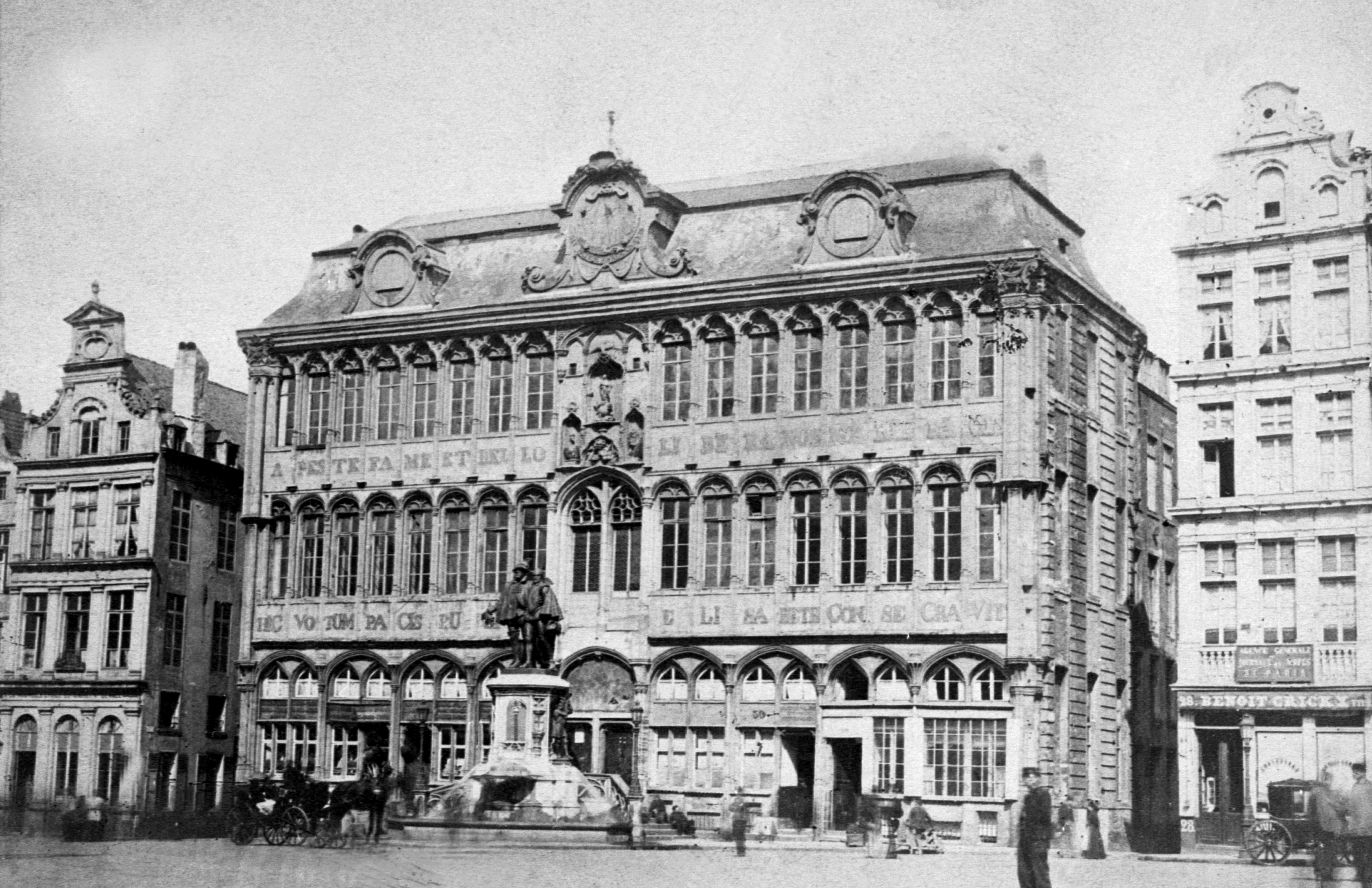
La fontaine sur la Grand-Place

Œuvre du sculpteur Charles-Auguste Fraikin réalisée en 1864, elle a d'abord été installée sur la Grand-Place de Bruxelles, devant la Maison du Roi, à l'emplacement où avait été dressé l'échafaud en 1568.
En 1879, pour permettre un réaménagement de la place, le monument a été transféré à son emplacement actuel, devant le palais d'Egmont.

## L'inscription bilingue

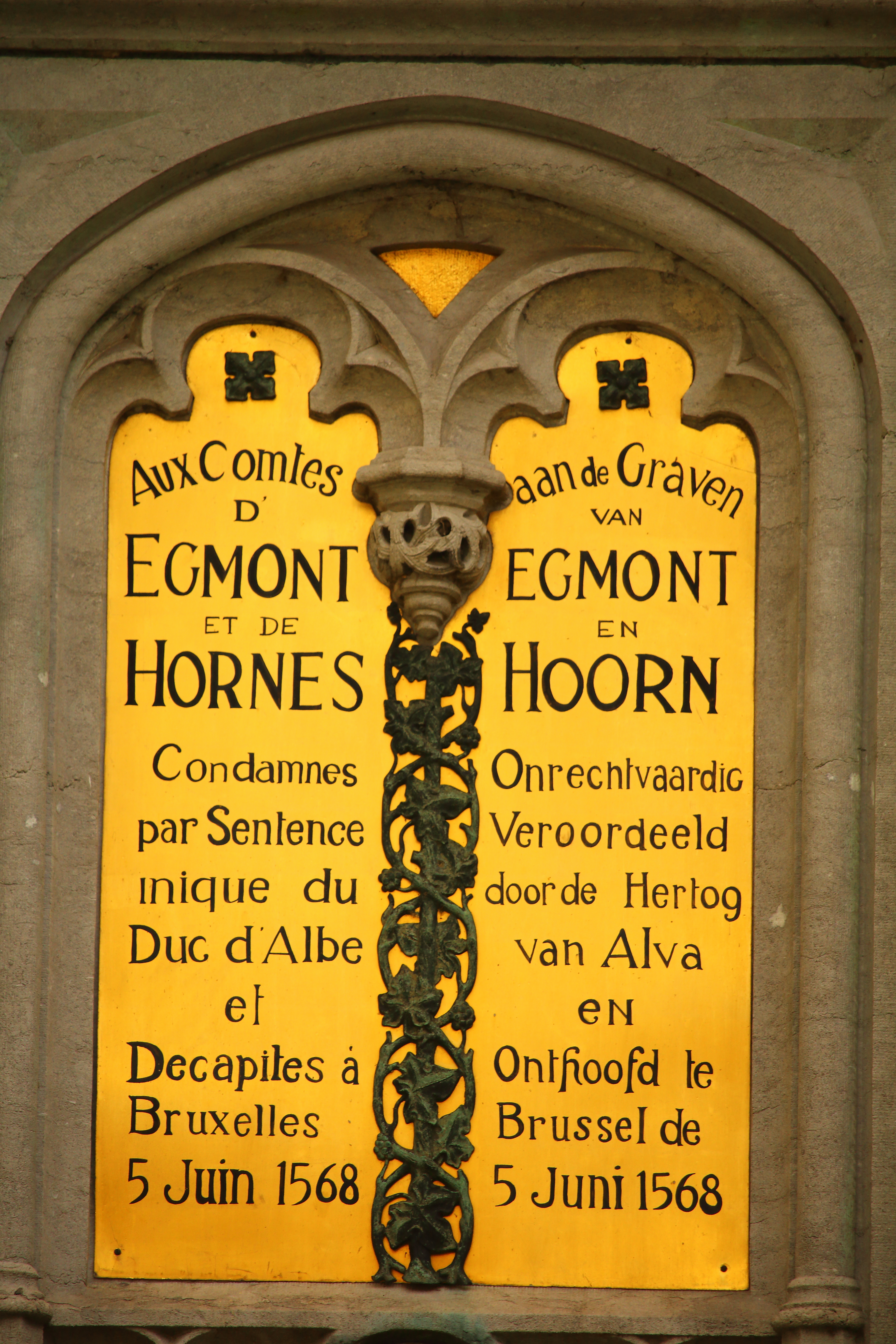
La plaque.

Sur la plaque, on peut lire la double inscription suivante :
(à gauche, en français)
Aux Comtes d'Egmont et de Hornes
Condamnés
par Sentence
inique du
duc d'Albe
et Décapités à
Bruxelles
5 juin 1568
(à droite, en néerlandais)
Aan de Graven van Egmont en Hoorn
Onrechtvaardig
Veroordeeld
door de Hertog
van Alva
en
Onthoofd te
Brussel de
5 Juni 1568.